# 大特埃拉赫河
大特埃拉赫河是俄羅斯的河流，由薩哈共和國負責管轄，河道全長59公里，流域面積約1,040平方公里，河水主要來自融雪和雨水，最終注入科雷馬河。